# Municipio de Union (condado de Washington, Pensilvania)
El municipio de Union (en inglés: Union Township) es un municipio ubicado en el condado de Washington en el estado estadounidense de Pensilvania. En el año 2000 tenía una población de 5,599 habitantes y una densidad poblacional de 141 personas por km².

## Geografía
El municipio de Union se encuentra ubicado en las coordenadas 40°15′25″N 79°58′31″O / 40.25694, -79.97528.

## Demografía
Según la Oficina del Censo en 2000 los ingresos medios por hogar en la localidad eran de $41,962 y los ingresos medios por familia eran $50,858. Los hombres tenían unos ingresos medios de $40,583 frente a los $21,882 para las mujeres. La renta per cápita para la localidad era de $19,560. Alrededor del 4,9% de la población estaban por debajo del umbral de pobreza.